# 茶筅

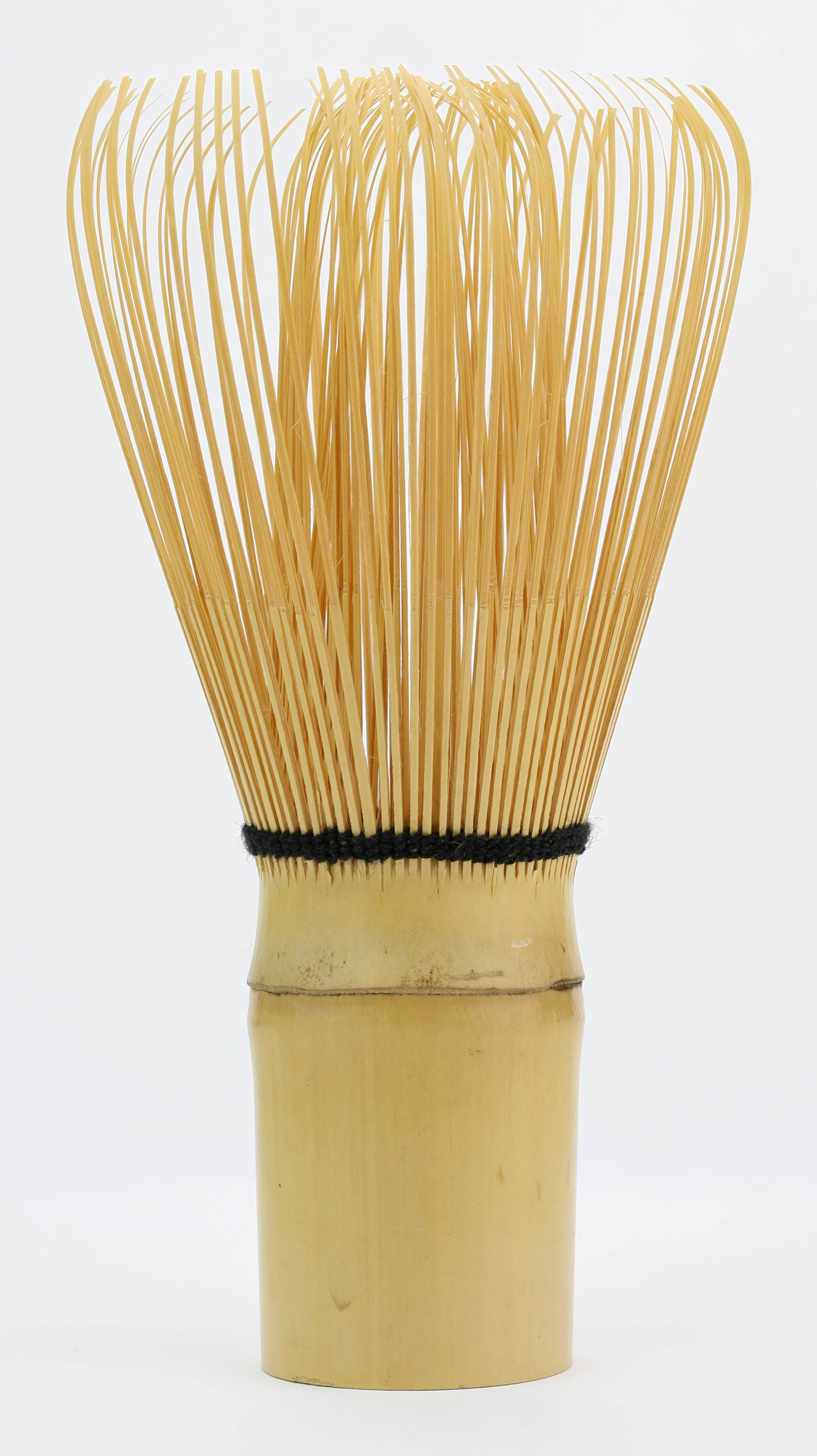
茶筅の一例

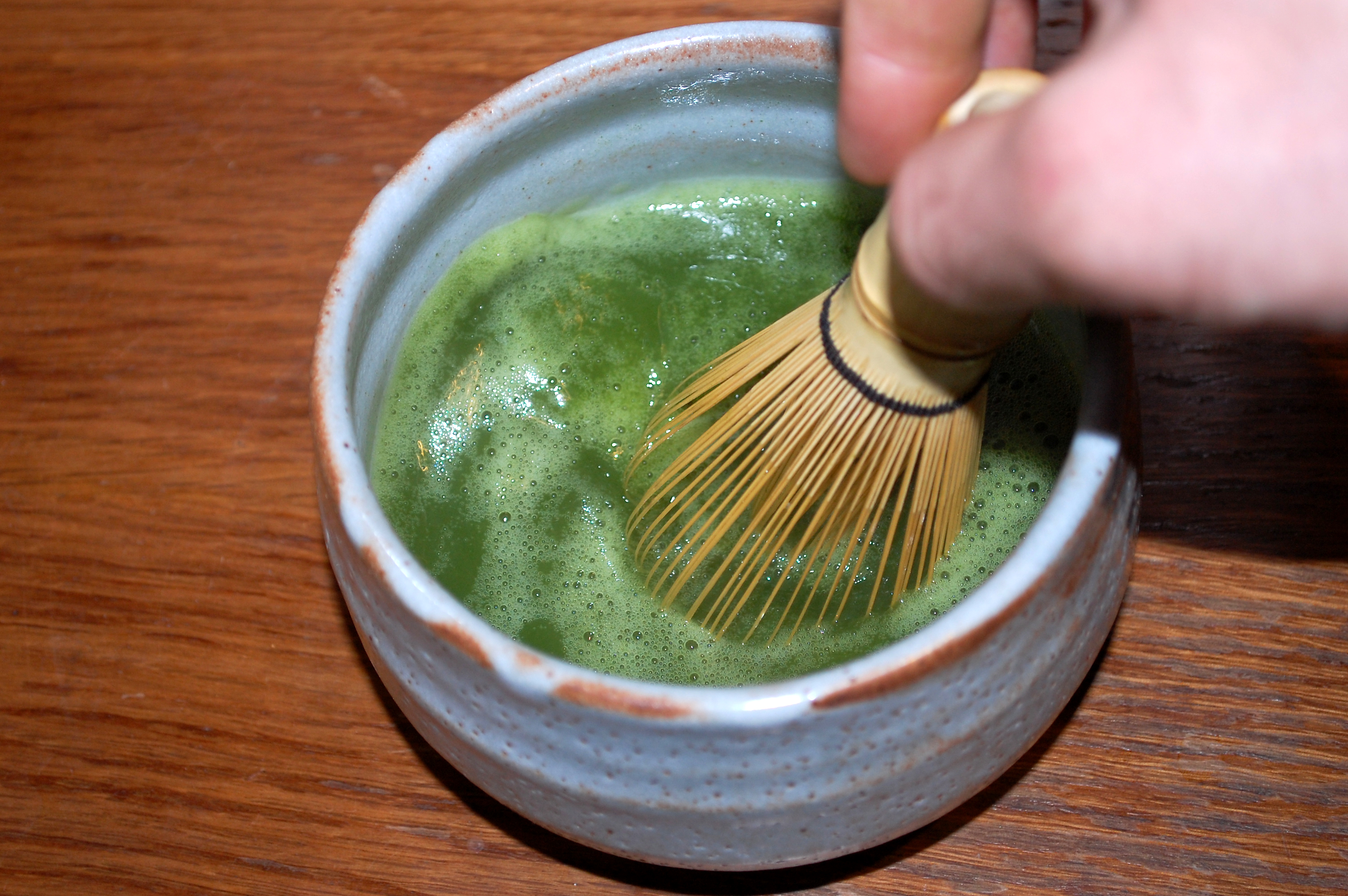
茶筅の使用例

茶筅（ちゃせん）または茶筌とは、茶道において抹茶を点てるのに使用する茶道具のひとつで、湯を加えた抹茶を茶碗の中で混ぜるための道具。竹製のものがほとんどだが流派により使用する竹の種類や色が異なる。
流派によっては薄茶点前の際に泡をたっぷりと立てる場合があるため、泡だて器の一種と理解されることも多いが、本来は攪拌のための道具である。現代ではアウトドアなどの用途向けに金属製・プラスチック製の製品もある。

## 形状
竹の一端を細く裂き、薄く削った先端を内側に柔らかくカーブさせたものが一般的である。普通は3寸7分（12cm弱）ほどの大きさであるが、大きなものとして西大寺の大茶盛で用いられる高さ1尺2寸（約36cm）のものが有名である。形は流派や用途によってさまざまである。逆竹になっていて、竹の根本側を穂先に加工する。
| 穂数    | 名称       |
| ------- | ---------- |
| 16      | 平穂       |
| 32      | 荒穂       |
| 48      | 中荒穂     |
| 64      | 常穂・並穂 |
| 68～74  | 数穂・繁穂 |
| 75～80  | 八十本立   |
| 81～95  | 百本立     |
| 96～120 | 百二十本立 |

### 穂
用途によって穂の数は16本から120本まであるが、64本が標準と考えられている。この数は外穂の本数で、64本なら外穂と内穂を合わせれば128本になる。穂数が少なければ穂が太く腰の強い茶筅になり、穂数が多ければきめ細かな茶筅になる。そこで一般に濃茶を練る場合には穂数の少ないものを、薄茶を点てる時には穂数の多いものを用いる。
穂数が多いものほど製作に技術を要するため格の高い茶筅とされ、明治維新以前は80本以上の穂数は大名以上の貴人用、120本は将軍用とされていた。大名が濃茶を練る場合には、穂数を多くかつ穂を太くするため太い竹で茶筅を作り、これを宝莱と呼んだ。穂数が少ない茶筅で薄茶を点てるには技量を必要とするため、逆に穂数の多い茶筅を用いることで自らの未熟を示して謙遜する意味合いもあった。78本の茶筅を用いるのはこの意味合い。

### 編み糸
からみ糸、かがり糸などと呼ばれている。通常は黒の糸を用いるが、流派や趣向によって白や赤の糸を用いることがある。赤糸の茶筅の代表的なものが長寿の祝い事に用いられる祝茶筅で、還暦や古希では元節、喜寿や米寿では節無しとする。

## 製法

### 原材料

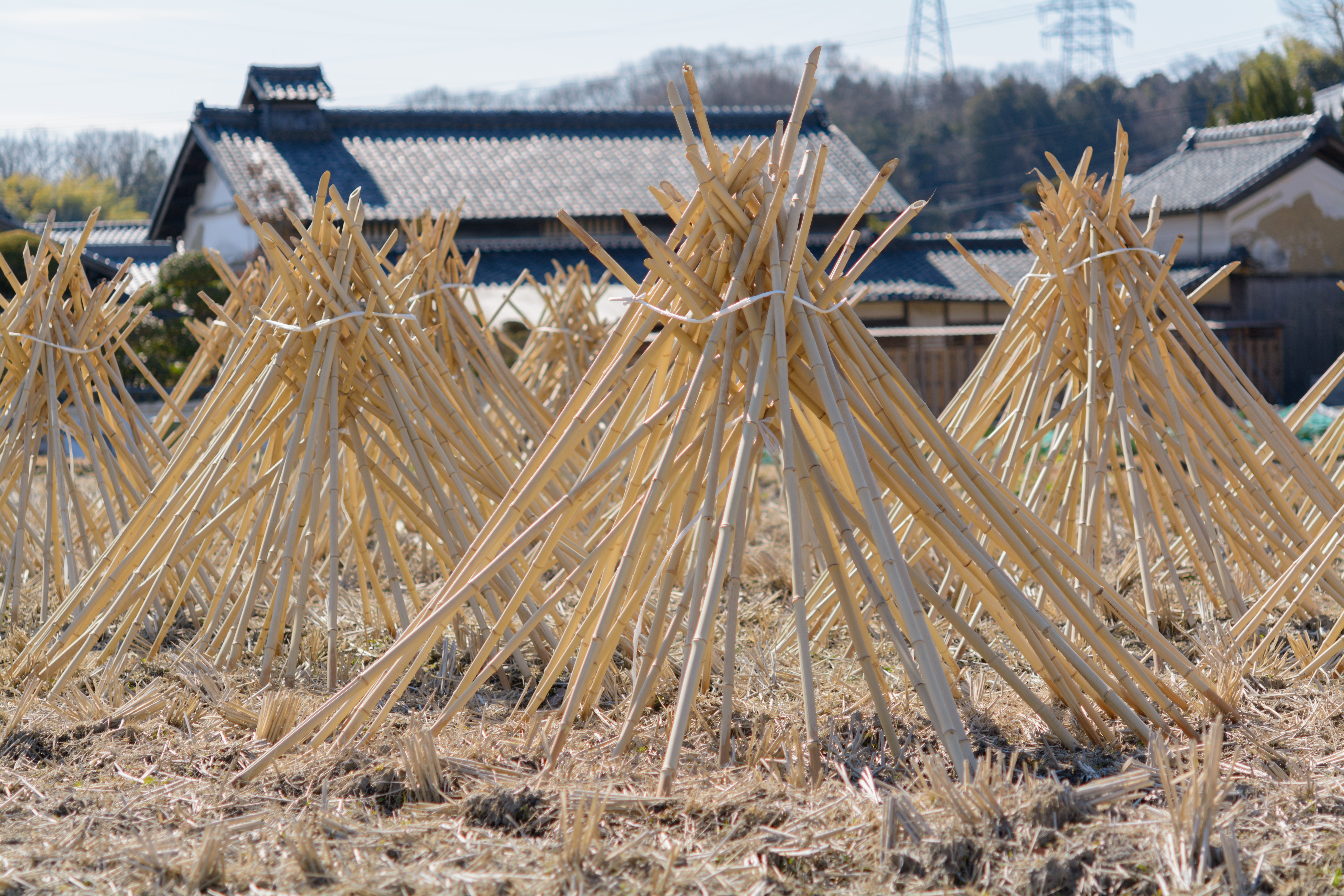
竹の寒干し、生駒市高山町にて

主にハチク（Phyllostachys nigra）を原材料とするが、通常の淡竹（はちく）の他に紫竹（しちく）など色づく品種も用いられている。通常は3年目の冬に伐採し、煮沸して油を抜いてから露天乾しにして白竹にし、その後しばらく（数ヶ月～数年）寝かせてから加工する。正月用に天日にさらさず青竹のまま加工する場合があり、また流派や趣向に応じて煤竹（長年燻された古材）を用いることもある。

### 加工
1. コロ切り
節を挟むように切って円筒形の「コロ」にする。長さは3寸7分（12cm弱）が標準的。
2. 皮むき
穂先となる部分（根本側）の皮を薄くむく。湯の吸収を早くすることで穂先が折れにくくする効果がある。
3. 大割り
根本側から節近くまで16等分に割る。割り方は竹の太さや作る穂の数によって12～24等分と変化する。
4. 片木
等分したそれぞれを外側にこじあげて、竹の肉を外し皮だけ残す。
5. 小割り
目的とする穂数に割っていく。八十本立なら16等分したそれぞれを5等分し、さらに不均等に2つに割る。
6. 味削り
湯に浸して柔らかくしてから、穂の内側をこするように削いで薄くする。
7. 面取り
外穂の面取りをする。点てるときに抹茶が付着しないようにする効果がある。
8. 下編み・上編み
糸で編んで外穂を広げる。
9. 仕上げ
穂先をしごいて形を整える。

## 由来
茶筅の字はもともと鍋などの焦げ付きを落とす道具、筅（ささら）から由来している。
芸術まで高められた高山（奈良県生駒市高山町）産の茶筅では「筌」の字を使うことが通例である。

## 茶筅通し
点前で茶を点てる前後に、茶碗に湯または水を張って穂先を振ったり、茶筅を茶碗と目前の間で上げ下げしたりする所作を茶筅通しと呼ぶ。茶を点てる前は必ず湯を用い、茶碗を温めると同時に穂先を湯に馴染ませ柔らかくして折れにくくする効果がある。一方、茶を点てた後は水または湯を用い、茶碗と茶筅を同時にすすぐことになる。そこで、点てる前を「茶筅湯じ」、点てた後を「茶筅濯ぎ」と呼んで区別することもある。事前に水屋で確認済みの茶筅に対して茶筅通しを行うのは、穂先を客の立ち合いの下で改めて、折れや汚れのないことを再度確かめる意味がある。茶筅を茶碗の縁に置いて持ち替えながら上下を繰り返し、茶筅の全周を数回に分けて検分する。茶筅を持ち替える度に、柄を茶碗の縁へあずけるように当てて軽く音を立てる習いになっており、真言密教の灑水（しゃすい）の礼に由来した浄めの意味があるとされる。

## 茶筅供養

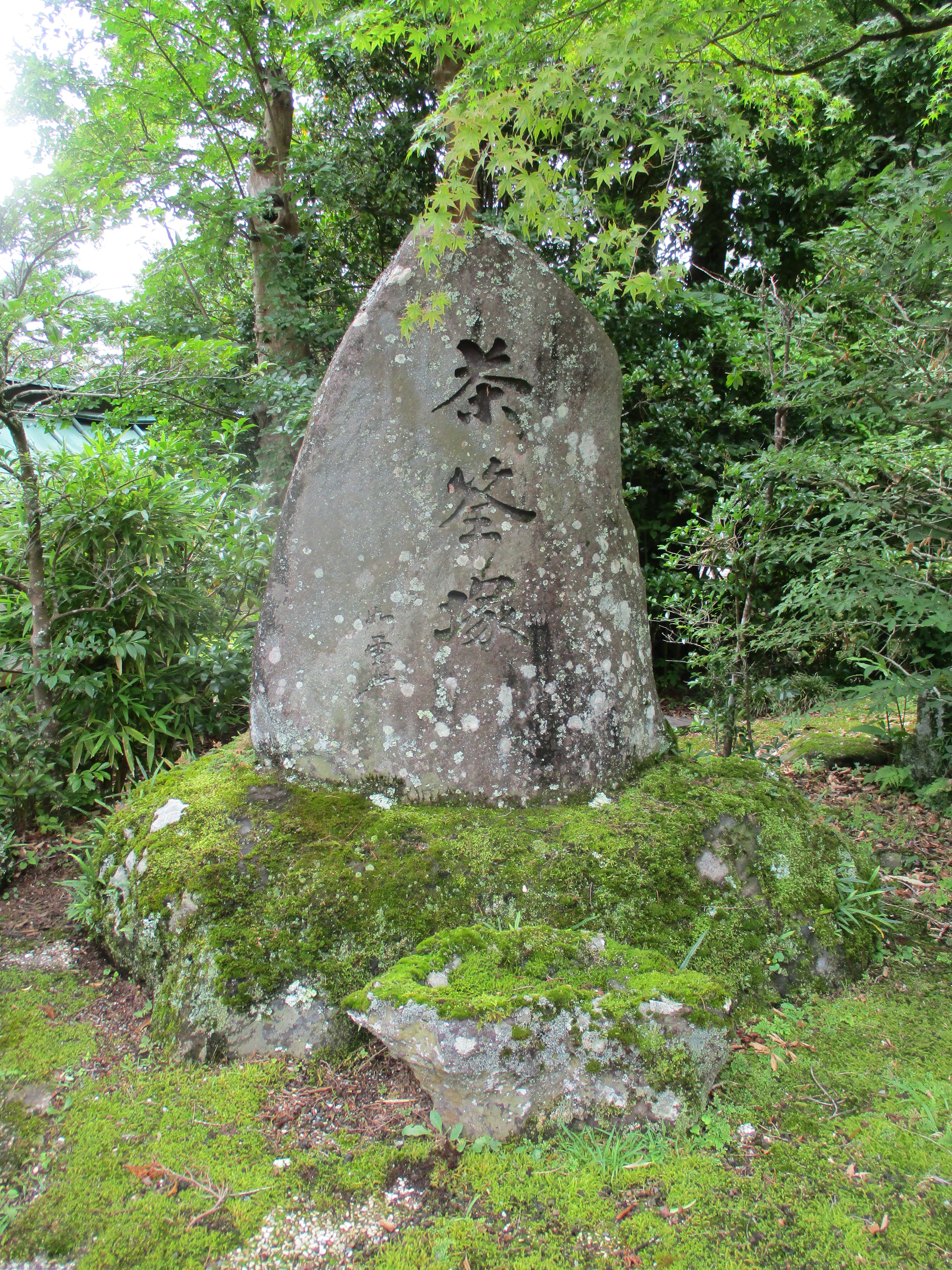
茶筌塚（宝鏡寺 (静岡県小山町)）

茶筅は数ある茶道具の中でも代替の利かないもので、技術の粋と精魂とを込めて作られる工芸品である。しかし細く割られた竹を水分にさらすという用途であり、穂先が茶碗の内面と接触することも避けられないため必然的に消耗品である。本来ならば1回使い捨て、大事に用いても数十回も使えば穂先が折れてしまう。そこで使い終えた茶筅を焚き上げて感謝の意を示すのが茶人の習いとなっており、針供養、筆供養などと同様に茶筅供養と呼ばれている。この目的で建立されるのが茶筅塚で、現在では全国各地に見られるが、これは大正から昭和にかけて広まった比較的新しい習慣らしい。

## 派生した言葉
- 茶筅髷（ちゃせんまげ） - 後ろ髪を高位置で短く結う髪型。形状が茶筅に似ている所から。
- 茶筅切り - 料理に使うナスの切り方の一つ。